# Patrick Bamford
Patrick James Bamford (Grantham, 5 september 1993) is een Engels voetballer die doorgaans als aanvaller speelt. Hij tekende in juli 2018 een contract tot medio 2022 bij Leeds United, dat hem overnam van Middlesbrough.

## Carrière

### Nottingham Forest
Bamford werd op zevenjarige leeftijd opgenomen in de jeugdopleiding van Nottingham Forest. Hier debuteerde hij op 31 december 2011 in het eerste team, tijdens een wedstrijd tegen Cardiff City in de Championship.

### Chelsea
Bamford tekende op 31 januari 2012 een vijfjarig contract bij Chelsea, dat 1,8 miljoen euro voor hem betaalde. De club verhuurde hem op 22 november 2012 tot en met 7 januari 2013 aan Milton Keynes Dons, dan actief in de League One. Op 25 november debuteerde hij hierin, tegen Colchester United. Bamford gaf die wedstrijd drie assists. Op 31 januari 2013 besloot Chelsea om hem voor de rest van het seizoen bij MK Dons te laten en op 1 juli 2013 verlengde Chelsea de huurperiode opnieuw, ditmaal tot januari 2014. Chelsea verhuurde Bamford op 3 januari 2014 vervolgens voor zes maanden aan Derby County, dan spelend in de Championship. Hij speelde hier 21 wedstrijden waarin hij acht keer scoorde. In de zomer keerde hij terug bij Chelsea. In de voorbereiding op het nieuwe seizoen scoorde hij het openingsdoelpunt in een oefenwedstrijd tegen Wycombe Wanderers.

### Middlesbrough
Chelsea verhuurde Bamford gedurende het seizoen 2014/15 aan Middlesbrough, ook in de Championship. Hij werd dat jaar topscorer van zijn ploeg met zeventien competitiegoals. Daarnaast maakte hij een doelpunt in de FA Cup en een in de League Cup. Bamford maakte zijn eerste goal voor Middlesbrough tegen Brentford. In de League Cup scoorde hij tegen Liverpool. Hij werd onderuitgehaald door Kolo Touré in het strafschopgebied en benutte de penalty zelf. De wedstrijd eindigde 2-2, maar Boro verloor na penalty's.
Middlesbrough stuntte in de FA Cup door Manchester City uit te schakelen met 2-0. Ook in deze wedstrijd scoorde Bamford. Middlesbrough stond tegen het eind van het seizoen eerste, maar zakte later toch af. Door een vierde plaats moest de ploeg play-offs voor promotie spelen tegen Brentford FC en Norwich City. Norwich was in de finale met 2-0 te sterk. Bamford werd aan het eind van het seizoen gekozen tot speler van het jaar van zowel de Championship als zijn eigen club Middlesbrough.

### Crystal Palace
Bamford verlengde in juli 2015 zijn contract bij Chelsea tot medio 2018. De club verhuurde hem meteen ook voor een jaar aan Crystal Palace, de nummer tien van de Premier League in het voorgaande seizoen. Na een lange reeks uitleenbeurten, zonder ooit voor de hoofdmacht van Chelsea te hebben gespeeld, verkocht Chelsea hem in 2017 definitief aan Middlesbrough.

### Leeds United
In juli 2018 tekende Bamford een contract bij Leeds United voor de duur van 4 seizoenen. Leeds United betaalde naar verluidt bijna acht miljoen euro voor de speler. Met name in seizoen 2020/21 bewijst hij bij deze club wel degelijk van waarde te kunnen zijn in de Premier League.

## Clubstatistieken
| Seizoen | Club               | Competitie     | Competitie | Competitie | Beker | Beker | Totaal | Totaal |
| Seizoen | Club               | Competitie     | Wed.       | Dlp.       | Wed.  | Dlp.  | Wed.   | Dlp.   |
| ------- | ------------------ | -------------- | ---------- | ---------- | ----- | ----- | ------ | ------ |
| 2011/12 | Nottingham Forrest | Championship   | 2          | 0          | 0     | 0     | 2      | 0      |
| 2012/13 | Chelsea            | Premier League | 0          | 0          | 0     | 0     | 0      | 0      |
| 2012/13 | → MK Dons          | League One     | 14         | 4          | 0     | 0     | 14     | 4      |
| 2013/14 | → MK Dons          | League One     | 23         | 14         | 7     | 3     | 30     | 17     |
| 2013/14 | → Derby County     | Championship   | 23         | 8          | 0     | 0     | 23     | 8      |
| 2014/15 | → Middlesbrough    | Championship   | 40         | 17         | 4     | 2     | 44     | 19     |
| 2015/16 | → Crystal Palace   | Premier League | 6          | 0          | 3     | 0     | 9      | 0      |
| 2015/16 | → Norwich City     | Premier League | 7          | 0          | 0     | 0     | 7      | 0      |
| 2016/17 | → Burnley          | Premier League | 6          | 0          | 0     | 0     | 6      | 0      |
| 2016/17 | Middlesbrough      | Premier League | 8          | 1          | 1     | 0     | 9      | 1      |
| 2017/18 | Middlesbrough      | Championship   | 41         | 11         | 3     | 2     | 44     | 13     |
| 2018/19 | Leeds United       | Championship   | 23         | 9          | 2     | 1     | 25     | 10     |
| 2019/20 | Leeds United       | Championship   | 45         | 16         | 2     | 0     | 47     | 16     |
| 2020/21 | Leeds United       | Premier League | 38         | 17         | 0     | 0     | 38     | 17     |
| 2021/22 | Leeds United       | Premier League | 9          | 2          | 1     | 0     | 10     | 2      |
| 2022/23 | Leeds United       | Premier League | 28         | 4          | 3     | 2     | 31     | 6      |
| 2023/24 | Leeds United       | Championship   | 33         | 8          | 3     | 1     | 36     | 9      |
| 2024/25 | Leeds United       | Championship   | 15         | 0          | 1     | 0     | 16     | 0      |
| TOTAAL  | TOTAAL             | TOTAAL         | 364        | 111        | 30    | 11    | 394    | 122    |

## Interlandcarrière
Bamford was actief voor Engeland –18 en Engeland –19. Voor beide elftallen speelde hij elk twee wedstrijden. Op 28 februari 2012 scoorde hij voor Engeland –19 tegen Tsjechië –19 op aangeven van Todd Kane. Op 19 november 2013 debuteerde hij voor Engeland –21, tegen San Marino.
1 Meslier ·
2 Bogle ·
3 Firpo ·
4 Ampadu  ·
5 Struijk ·
6 Rodon ·
7 James ·
8 Rothwell ·
9 Bamford ·
10 Piroe ·
11 Aaronson ·
14 Solomon ·
17 Ramazani ·
19 Joseph ·
21 Cairns ·
22 Tanaka ·
23 Guilavogui ·
25 Byram ·
26 Darlow ·
29 Gnonto ·
30 Gelhardt ·
33 Schmidt ·
37 Debayo ·
39 Wöber ·
42 Chambers ·
44 Groejev ·
50 Crew ·
Coach: Farke